# Kwan-li-so
Der koreanische Begriff Kwan-li-so (auch Kwanliso, Gwalliso oder Kwalliso; in Hangul (im koreanischen Alphabet) 관리소 geschrieben) steht für Internierungslager zur dauerhaften Unterbringung politischer Gefangener in Nordkorea. Sie sind von den als Kyo-hwa-so bezeichneten Umerziehungslagern, in denen auch unpolitische Gefangene einsitzen, zu unterscheiden und stellen einen Aspekt der Menschenrechtssituation in Nordkorea dar.

## Allgemeines
Die Kwan-li-so, in denen politischer Vergehen beschuldigte oder politisch unzuverlässige Personen interniert sind, werden vom Staatssicherheitsministerium betrieben. Für politische Gefangene gilt das Prinzip der Sippenhaft. Sie werden zusammen mit ihren Eltern, Kindern und Geschwistern, zuweilen sogar Großeltern und Enkeln ohne Gerichtsverfahren und Verurteilung abgeholt und in die Straflager deportiert, wo sie in der Regel den Rest ihres Lebens interniert bleiben.
Die Straflager befinden sich in der Mitte und im Nordosten von Nordkorea. Sie bestehen aus zahlreichen Strafkolonien in abgelegenen und isolierten Bergtälern. Die Gesamtzahl der Gefangenen wird auf etwa 200.000 geschätzt. Die Internierungslager Yodŏk und Pukch’ang sind in zwei Bereiche aufgeteilt: In einem Teil leben die lebenslang internierten politischen Gefangenen, in einem anderen Teil leben ähnlich wie in den Umerziehungslagern die zu langjährigen Freiheitsstrafen verurteilten Gefangenen mit der Hoffnung auf mögliche Entlassung.

## Menschenrechtsverletzungen
In den Kwan-li-so werden die Menschenrechte massiv verletzt. Den Gefangenen wird Zwangsarbeit auferlegt, meist mit einfachen Mitteln in Bergwerken oder der Landwirtschaft. Unterernährung, Arbeitspensum und fehlende medizinische Betreuung führen zum Tod zahlreicher Gefangener. Zudem weisen viele durch Arbeitsunfälle, Erfrierungen oder Folter herbeigeführte Verstümmelungen auf. Innerhalb des Lagers herrscht ein von Willkür geprägtes Bestrafungssystem. Dies wird nicht zuletzt dadurch ermöglicht, dass die Insassen der Lager nicht mehr als registrierte Bürger geführt werden, wie aus den Angaben eines ehemaligen Wärters hervorgeht. Zu langsames Arbeiten und Ungehorsam werden in der Regel mit Misshandlungen und Folter bestraft, Diebstahl, auch von Lebensmitteln, oder Fluchtversuche mit öffentlichen Hinrichtungen.

## Daten

### Aufgegebene und zusammengelegte Lager
Von ursprünglich über zwölf Straflagern wurden einige zusammengelegt oder geschlossen, unter anderem das Internierungslager Onsŏng, Kwan-li-so Nr. 12, nach einem niedergeschlagenen Aufstand mit etwa 5000 Toten im Jahre 1987.

### Situation in jüngerer Zeit
Um 2009 existierten in Nordkorea vermutlich sechs Straflager, deren Größe aufgrund von Satellitenbildern ermittelt wird und deren Gefangenenanzahl von ehemaligen Gefangenen geschätzt wird. Die Zustände in einigen Lagern sind durch Zeugenaussagen ehemaliger Gefangener dokumentiert worden.

### Liste bekannter Kwan-li-so
Fehlende Nummern ergeben sich aus der Vereinigung oder Schließung einzelner Lager.
| Straflager | Provinz        | Offizieller Name  | Größe    | Gefangene | Bemerkungen                                                                                          |
| ---------- | -------------- | ----------------- | -------- | --------- | --- |
| Kaech’ŏn   | P’yŏngan-namdo | Kwan-li-so Nr. 14 | 155 km²  | 15000     | nicht identisch mit dem Umerziehungslager Kae’chŏn                                                   |
| Yodŏk      | Hamgyŏng-namdo | Kwan-li-so Nr. 15 | 378 km²  | 46500     | |
| Hwasŏng    | Hamgyŏng-pukto | Kwan-li-so Nr. 16 | 549 km²  | 10000     | gelegen beim Atomwaffentestgelände P'unggye-ri                                                       |
| Pukch’ang  | P’yŏngan-namdo | Kwan-li-so Nr. 18 | 73 km²   | 50000     | |
| Haengyŏng  | Hamgyŏng-pukto | Kwan-li-so Nr. 22 | 225 km²  | 50000     | nicht identisch mit dem Umerziehungslager Haengyŏng bzw. Hoeryŏng, siehe Liste der Umerziehungslager |
| Ch’ŏngjin  | Hamgyŏng-pukto | Kwan-li-so Nr. 25 | 0,25 km² | > 3000    | |

Nach einem 2013 veröffentlichten Bericht von Amnesty International setzte sich der Ausbau der Internierungslager auch unter der Regierung von Kim Jong-un weiter fort.

## Berichte von Gefangenen
Ein ehemaliger Insasse des Straflagers Nr. 15 Yodŏk ist der südkoreanische Journalist Kang Chol-hwan, der ein Buch über seine Zeit im Lager verfasste. Das Schicksal eines geflohenen Sträflings von Straflager Nr. 14 Kaech'ŏn, Shin Dong-hyuk, ist ebenfalls Gegenstand eines Buches, das auch verfilmt wurde.